# Дружба (село, Сумская область)
Дружба (укр. Дружба) — село в Вольненском сельском совете, Великописаревского района, Сумской области Украины.
Код КОАТУУ — 5921280502. Население по переписи 2001 года составляло 30 человек.

## Географическое положение
Село Дружба находится на левом берегу реки Ворсклица,
выше по течению на расстоянии в 1 км расположено село Шурово,
ниже по течению на расстоянии в 1,5 км расположено село Пожня.
Река в этом месте извилистая, образует лиманы, старицы и заболоченные озёра.
Рядом проходит автомобильная дорога Т-1901.

## История
Село было основано в начале ХХ ст. переселенцами из села Вольное. В Вольном в то время земля для сельхозработ нарезалась каждые 5 лет, в зависимости от количества мужчин в семье (женщины в счет не брались), через 5 лет земля переделялась. Земли крестьянам не хватало. Во время Столыпинской земельной реформы крестьянам позволили селиться на хуторах. Земля нарезалась раз и навсегда и в большем объёме. Одним из таких хуторов и стал Дружба.
При основании первые поселенцы столкнулись с пнями, которые необходимо было выкорчевать, чтобы построить село. Отсюда и возникло первое название села Пенье. Впоследствии село переименовали в Дружбу.